# Petr Pavel
Petr Pavel (Planá, 1 november 1961) is een Tsjechische politicus en gepensioneerde generaal die op 28 januari 2023 verkozen is tot president van Tsjechië. Eerder was hij van 2015 tot 2018 voorzitter van het militair comité van de NAVO en van 2012 tot 2015 stafchef van de Tsjechische strijdkrachten. Op 9 maart 2023 werd hij beëdigd als president.

## Biografie
Pavel, geboren in Planá in een militaire familie, begon zijn militaire carrière na zijn middelbare school in 1983 in dienst onder het communistische regime van Tsjechoslowakije. Na de Fluwelen Revolutie in 1989 voegde Pavel zich bij het nieuw opgerichte Tsjechische leger. Pavel klom op in het leger en werd chef van de generale staf van de Tsjechische strijdkrachten van 2012 tot 2015. Vervolgens werd hij tussen 2015 en 2018 gekozen tot voorzitter van het Militair Comité van de NAVO en werd hij de eerste militaire officier uit het voormalige Oostblok. In 2018 werd hem eervol ontslag verleend en ging hij met pensioen. Hij leek zich vanaf dat moment voor te bereiden op een gooi naar het presidentschap.
Pavel omschrijft zijn politieke positie als "rechts van het midden", maar wordt soms ook als progressief beschouwd op het gebied van sociale kwesties. Hij pleit voor het homohuwelijk en militaire steun voor Oekraïne.
In de presidentsverkiezingen van januari 2023 versloeg Pavel zijn tegenkandidaat Andrej Babiš in de tweede ronde. Pavel kreeg 58% van de stemmen terwijl Babiš niet verder kwam dan 42%. De opkomst was zo'n 70%, een record voor presidentsverkiezingen in het land. Met de winst van Pavel kiest Tsjechië voor een pro-westerse koers.

## Privé
Pavel is getrouwd en heeft twee zonen.
- Gemeinsame Normdatei: 1189349124
- International Standard Name Identifier: 0000 0003 7900 1761
- Library of Congress Control Number: n2019066019
- Nationale Bibliotheek van Tsjechië: pna2012717993
- Virtual International Authority File: 257102754